# Micro Audio Waves
Pour les articles homonymes, voir Waves.
Micro Audio Waves est un groupe de musique portugais. À l'origine un duo composé de Flak (guitariste de Rádio Macau) et C. Morgado (instruments électroniques), le groupe est formé en 2000, et commence par enregistrer des morceaux aux orientations minimaliste et expérimentale. Ce premier style peut être entendu sur leur premier album, Micro Audio Waves, sorti en 2002.

## Biographie

### Arrivée de Claudia
Avec l'arrivée de Claudia Efe (voix) comme membre à part entière du groupe, le projet prend une nouvelle direction. La musique électronique plus puriste est remplacée par des chansons électro-acoustiques à la structure plus classique, sans trahir la composante expérimentale. L'album No Waves, sorti en 2004, est considéré comme l'un des albums les plus excitants de l'année par John Peel de BBC Radio One, et remporte les Qwartz Electronic Music Awards à Paris en 2006 (dans les catégories « meilleur album » et « meilleur clip »).
Leur principal succès est la chanson Fully Connected, dans laquelle les instructions d'assemblage d'un studio (légèrement modifiées, par exemple « jusqu'à ce que le câble soit entièrement connecté » devient « jusqu'à ce que le corps soit entièrement connecté ») sont chantées par Claudia Efe. Le même genre de paroles apparaît dans la chanson Sold Out (instructions d'un processeur de son).
Un autre album, Odd Size Baggage, sort en avril 2007. Deux chansons, Down by Flow et Odd Size Baggage, étaient déjà sortis auparavant. La chanson Odd Size Baggage s'inscrit dans la tradition des textes inspirés de notices d'utilisation, en l'occurrence celles d'un service de protection antivol, StopTrack. Ce dépliant était la seule chose qui restait lorsque l'ordinateur portable en question a été volé. Les chansons Down by Flow et Long Tongue sont nommées pour les Qwartz awards 2008,, et Long Tongue remporte sa catégorie.

### Zoetrope
En 2009, Micro Audio Waves s'associe au chorégraphe Rui Horta pour enregistrer Zoetrope, une performance multimédia sous forme de concert mis en scène, hybride entre musique, vidéo, mouvement et poésie. Après sa première mondiale à Moscou, en Russie, Zoetrope tourne sur plusieurs scènes nationales et internationales. Une édition CD/DVD a été mise sur le marché en novembre 2009.

## Discographie

### Albums studio
- 2002 : Micro Audio Waves
- 2004 : No Waves
- 2007 : Odd Size Baggage
- 2009 : Zoetrope

### DVD
- 2009 : Zoetrope